# Google Free Zone
Pour les articles homonymes, voir Google.
Google Free Zone est un projet créé par Google pour rendre accessible sur mobile gratuitement des services de Google : Google Search, Gmail et Google+. Cette initiative l'a été, en collaboration avec des fournisseurs d'Internet mobile sur téléphone, le principe étant que les utilisateurs aient accès à une version mobile (version allégée) de ses services, les fournisseurs ne décomptant pas les données utilisées — pour cet accès — à leurs clients.

## Histoire
Google Free Zone a été annoncé par Google le 8 novembre 2012, avec un lancement aux Philippines en partenariat avec Globe Telecom avec une planification expérimentale sur projet prévue jusqu'au 31 mars 2013,,.
Telkom Mobile le déploie en Afrique du Sud, alors sous la marque 8ta. Il a rendu accessible Google Free Zone à partir du 13 novembre 2012, mais a cessé son service le 31 mai 2013.
En avril 2013, au Sri Lanka le projet est lancé sur le réseau mobile de Dialog Axiata. 
En juin 2013, Google a lance Google Free Zone en Inde en partenariat avec le fournisseur d'accès l'Internet mobile Airtel,,,, et en Thaïlande sur le réseau AIS.
En décembre 2013, Airtel étend Google Free Zone à ses services au Nigeria.
En mars 2014, Safaricom au Kenya a lancé Google Free Zone.

## Réception et impact
Google Free Zone a été vu — par les commentateurs internet — à la fois comme étant inspiré et comme un défi potentiel à Facebook Zero,,,.
Le Subsecretaria de Telecomunicaciones du Chili a jugé que la détaxation des services comme Wikipedia Zero, Facebook Zero et Google Free Zone, qui subventionnent l'utilisation des données mobiles, violent les lois de la Neutralité du Net et mis fin à ces pratiques le 1er juin 2014,.